# Ernest Doudart de Lagrée

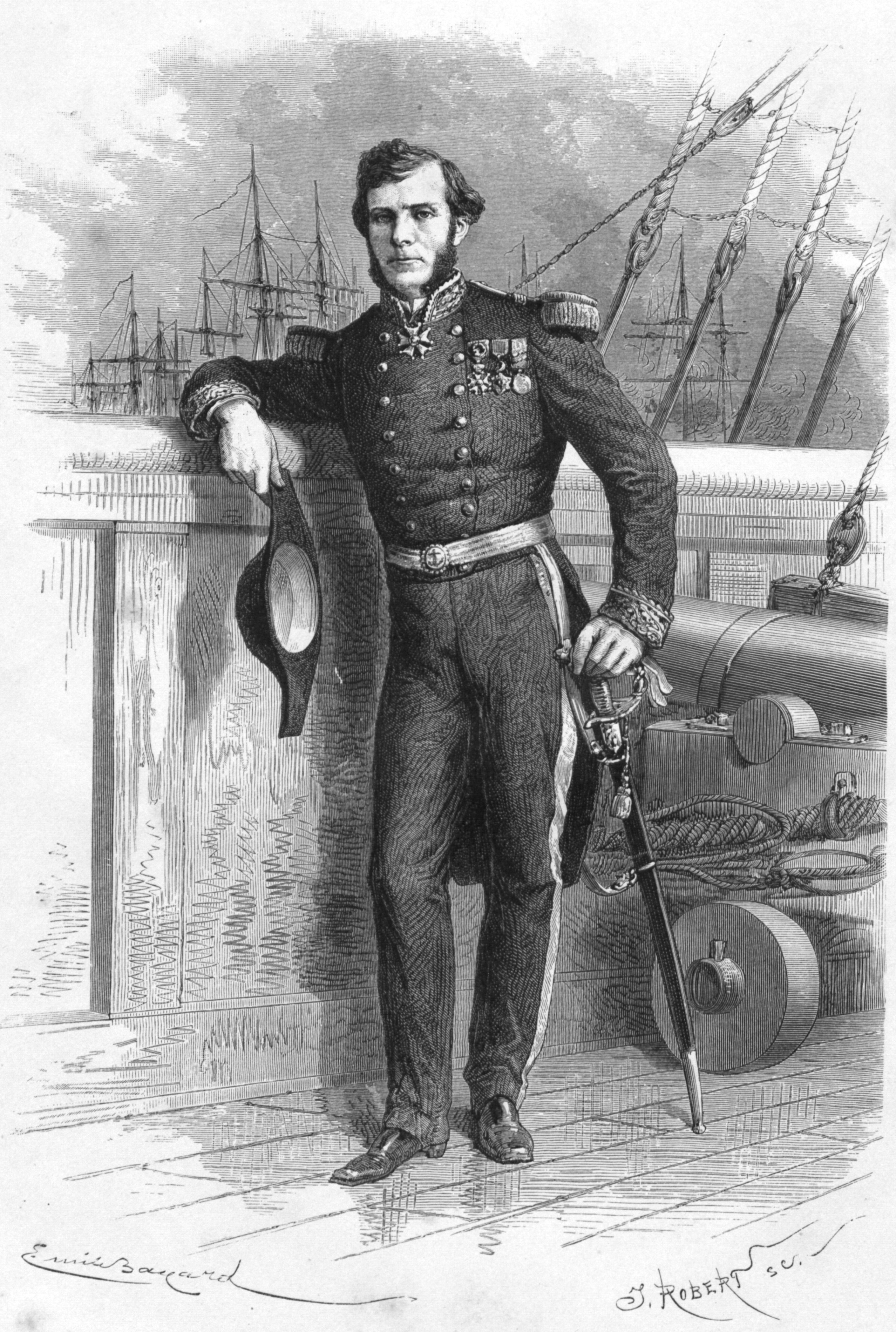
Ernest Doudart de Lagrée, trong Voyage d'exploration en Indo-Chine.

Ernest Marc Louis de Gonzague Doudart de Lagrée (31 tháng 3 năm 1823 - 12 tháng 3 năm 1868) là người Pháp, lãnh đạo cuộc thám hiểm sông Mekong 1866-1868.
Doudart de Lagrée sinh ở Saint-Vincent-de-Mercuze gần Grenoble, Pháp, và tốt nghiệp trường Bách khoa Paris (École Polytechnique).

## Hoạt động
Doudart de Lagrée gia nhập lực lượng hải quân và phục vụ trong cuộc chiến tranh Krym 1854–1856.
Năm 1862, ông đến Nam Kỳ và được trao việc sang vận động vua Norodom I ở Campuchia chấp nhận bảo hộ của nước Pháp, dẫn đến ký kết các điều ước quốc tế trao cho nước Pháp quyền bảo hộ Campuchia ngày 05 tháng 7 năm 1863 tại Sài Gòn (nay là thành phố Hồ Chí Minh).
Sau đó năm 1866 ông lại đến Đông Dương với hy vọng khí hậu sẽ giúp lành chứng loét cổ họng mãn tính của mình. Ông cầm đầu cuộc thám hiểm sông Mê Kông.
Chuyến thám hiểm rời Sài Gòn ngày 05 tháng 6 năm 1866. Doudart de Lagrée bị lên nhọt, sốt, kiết lỵ amip và nhiễm khuẩn vết thương gây ra bởi những con vắt, trong khi những người thám hiểm đã phải đi chân đất vì giày dép được cung cấp đã mòn. Khi đoàn thám hiểm tới Đông Xuyên ở Vân Nam, Trung Quốc, ông đã quá ốm không đi được, nên đã trao cho người phó là trung úy Francis Garnier nắm quyền chỉ huy.
Garnier đã dẫn đầu đoàn thám hiểm đến Đại Lý (Dali), để lại Doudart de Lagrée trong sự chăm sóc của bác sĩ. Nhưng sau đó ông chết vì bị áp-xe gan. Các bác sĩ cắt đưa trái tim ông về nước Pháp, còn thi thể được chôn cất tại Đông Xuyên.
Ernest Doudart de Lagrée cũng là một nhà côn trùng học. Bộ sưu tập côn trùng ông thực hiện ở châu Phi được bảo tồn trong Bảo tàng Lịch sử Tự nhiên Quốc gia Pháp (Muséum national d'histoire naturelle) ở Paris.
Sau đó hài cốt Doudart de Lagrée được đưa từ Đông Xuyên về Sài Gòn (nay là thành phố Hồ Chí Minh). Năm 1875 hài cốt Francis Garnier chết năm 1873 tại Hà Nội, được chuyển đến chôn cất bên cạnh.

## Trở về Pháp
Ngày 1 tháng 3 năm 1983, nghĩa trang Mạc Đĩnh Chi bị giải tỏa, các hài cốt của Ernest Doudart de Lagrée và của Francis Garnier được khai quật và hỏa táng. Các lọ đựng tro đã được bàn giao lại cho tổng lãnh sự Pháp tại Thành phố Hồ Chí Minh ngày 2 tháng 3 năm 1983 và được chuyển về Pháp ngay sau đó để chôn cất tại Paris.